# Gaetano Catanoso
Gaetano Catanoso (Chorio di San Lorenzo, Roghudi, província de Reggio de Calàbria, 14 de febrer de 1879 - Reggio de Calàbria, 4 d'abril del 1963), fou un religiós italià, sacerdot catòlic i fundador de la Pia Unió de la Santa Faç, de l'orde de les Germanes Veròniques de la Santa Faç i de l'Obra dels Clergues Pobres. Venerat com a sant, fou canonitzat pel papa Benet XVI el 2005.

## Biografia
Va néixer en un poble petit i en total eren vuit germans. Es va ordenar sacerdot el 20 de setembre de 1902 i la seva primera parròquia va ser la del petit poble de Pentedattilo, on va estar del 1904 al 1921. Extremadament disposat a viure pobre imitant la vida de Jesucrist solia anar d'un lloc a un altre per les muntanyes amb un ruc. Molt devot al drap on hi hauria gravada la Santa Faç de Jesucrist, va fundar el 1918 la Pia Unió de la Santa Faç. Difonia aquesta devoció, consistent en pregar pels pecats, la blasfèmia i la profanació de les festes religioses, entre sacerdots i laics.
Per ajudar a les persones que vivien aïllades va fundar una orde de monges, les Germanes Veròniques de la Santa Faç el 1934, que el 1953 va rebre l'aprovació canònica. Les monges eren majoritàriament joves de famílies pobres que van ser inspirats pel del pare Gaetano per establir escoles primàries i residències d'ancians en llocs petits com San Lorenzo di Calabria, Roccaforte i Roghudi, per educar els nens i tenir cura d'ancians i malalts. L'objectiu era combatre la ignorància i la màfia a través de l'educació i la fe cristiana. Catanoso també va fundar l'Obra dels Clergues Pobres per a fomentar les vocacions sacerdotals.
Entre el 1921 i el 1940 va ser el mossèn de l'Església de Santa Maria de la Purificació de Reggio, on donava catequesi, feia de confessor, i assistia als pobres, malalts i perseguits per criminals. També va ser director espiritual al seminari, capellà d'hospitals, confessor de cases religioses i presons i canonge de la Catedral. Va predicar sobretot sobre l'Eucaristia i el sacerdoci.
La missió que va iniciar Catanoso s'ha estès també a les Filipines i Tanzània. El procés de canonització s'inicià el 1979 fins que el 4 de maig del 1997 Joan Pau II el va beatificar, i el 23 d'octubre del 2005 Benet XVI el va canonitzar. El Vaticà ha reconegut dos miracles.